# Kangaatsiaq
Kangaatsiaq [kaˈŋaːt͡sːiɑq] (nach alter Rechtschreibung Kangâtsiaĸ) ist eine grönländische Stadt im Distrikt Kangaatsiaq in der Kommune Qeqertalik.

## Lage
Kangaatsiaq liegt auf einer Landspitze, die Teil der Halbinsel Kangaatsiap Nunaa ist. Eine Meerenge trennt das Kap von der Insel Inussulik. Um den Ort herum liegen zudem mehrere Inseln, darunter das westlich gelegene Umiiarfik und die Inseln Qeqertannguaq und Qeqertannguup Ikkarlua im Nordwesten. Die Stadt liegt am äußeren Ende des Fjord- und Schärensystems des Kangaatsiaq-Archipels. Die nächste Siedlung ist das 19 km südlich gelegene Ikerasaarsuk.

## Geschichte

### Gründung
Kangaatsiaq war zu Beginn der Kolonialzeit nicht besiedelt. Auf der Insel Inussulik wohnten stattdessen schon seit Ewigkeiten Menschen. Diese fielen der Epidemie von 1785/86 zum Opfer. Der Ort diente anschließend nur im Sommer als Zeltplatz. Später wurde er wieder dauerhaft besiedelt. 1808 lebten zwölf Menschen dort. 1821 gab es ein Haus mit vierzehn Bewohnern auf der etwas weiter entfernten Insel Killiat gab es zwei Häuser, in denen 71 Menschen wohnten. Es ist überliefert, dass das eine Haus, in dem 52 Menschen wohnten, so groß war, dass man schreien musste, damit jemand am anderen Ende einen noch hörte. 1826/27 trieb der Kolonialverwalter Johan Lorentz Mørch Garnfang in Nassaaq, das wohl am Südufer der Insel Ippernat Nunaat direkt südlich von Kangaatsiaq lag. 1829 waren sowohl Inussulik und Killiat als auch Nassaaq unbewohnt. Stattdessen wurde erstmals Kangaatsiaq erwähnt, wo 20 Menschen lebten. 1831 hatte der Ort schon 34 Einwohner. 1840 wurde Kangaatsiaq ein Udsted, der aber anfangs nur im Winter betrieben wurde. 1846 wurde Kangaatsiaq dann ganzjährig zum Udsted. 1851 wurde ein Wohnhaus mit Laden für den Udstedsverwalter gebaut.
Kangaatsiaq ist der Herkunftsort der grönländischen Familie Lundblad.

### Kangaatsiaq als Udsted
1915 lebten 118 Personen im Ort, die in 14 Wohnhäuser lebten. Die alte Wohnung für den Udstedsverwalter, die 1851 als Fachwerkbau mit halbhoher Torfmauerfassade und Dachschindeln gebaut worden war, stand immer noch. Der Laden wurde 1911 als Fachwerkgebäude mit Holzverkleidung errichtet. Es gab außerdem zwei Speckhäuser, von denen eines aus Holz und das andere aus Torfmauern gebaut wurde. Die Schulkapelle wurde 1870 gebaut und war ein Fachwerkgebäude mit Torfmauerfassade und Dachpappe. In ihr befand sich ein Harmonium, das von der Bevölkerung mitbezahlt worden war. Neben 26 Jägern und zwei Fischern gab es in Kangaatsiaq einen Udstedsverwalter, eine Hebamme und einen Katecheten. 1920 wurde eine neue Schulkapelle gebaut. Später wurden eine neue Wohnung für den Udstedsverwalter und mehrere Fischhäusern gebaut. 1939 wurde eine Schule gebaut. 1941 lebten 176 Menschen in Kangaatsiaq und 1950 waren es bereits 196. Die Einwohnerzahl stieg weiter auf 266 Personen im Jahr 1960 und 371 im Jahr 1970.
Kangaatsiaq war bis 1950 eine eigene Gemeinde im Kolonialdistrikt Egedesminde, zu der noch die Wohnplätze Qeqertarsuatsiaq, Akulliit, Innalik und Qipingasoq gehörten. Die Gemeinde war im 2. Landesratswahlkreis Nordgrönlands. Kangaatsiaq gehörte zur Kirchengemeinde von Aasiaat und war Teil des zweitsüdlichsten Oberkatechetendistrikt der Kirchengemeinde.

### Kangaatsiaq als Gemeindesitz und Stadt
1950 wurde Kangaatsiaq, das bis dahin keine Kolonie war, im Zuge der Verwaltungsreform zum Sitz der neuen Gemeinde Kangaatsiaq gemacht. Weil der Ort zuvor nur ein Udsted war, handelte es sich bei dem Ort auch lange um den einzigen Gemeindesitz Grönlands ohne Stadtrechte.
1959 wurde eine Krankenstation errichtet. 1960 wurde der alte Laden von 1911 vergrößert. Im selben Jahr wurde eine weitere Schule gebaut, die 1969 ausgebaut wurde. Die Fischfabrik von 1932 wurde 1962 ausgebaut. 1963 wurde eine kleine Hafenanlage errichtet. Erst 1966 wurde Kangaatsiaq durch die Errichtung eines Kraftwerks elektrifiziert. 1968 wurde ein Altenheim errichtet.
1986 erhielt Kangaatsiaq die Stadtrechte, wodurch Kangaatsiaq die jüngste Stadt Grönlands ist. Dennoch funktionierte zuvor wie danach die Gemeinde als Teil der Gemeinde Aasiaat, da viele kommunale Funktionen in Aasiaat aufzufinden waren. Bereits in den 1960er Jahren hatte man überlegt die gesamte Gemeinde zu entvölkern, was jedoch nicht geschah.

## Wirtschaft
Die Bevölkerung Kangaatsiaqs arbeitet hauptsächlich in den Bereichen Verwaltung, Dienstleistung und Handel und zu einem kleineren Teil in der Fischerei. Royal Greenland betreibt eine Fischfabrik in Kangaatsiaq, in der Seehase, Gestreifter Seewolf und Dorsch eingefroren und zu Trockenfisch verarbeitet werden. Der Tourismus bildet einen weiteren bedeutenderen Wirtschaftssektor im Ort. Es werden beispielsweise Hundeschlittentouren sowie Walbeobachtungen angeboten; zusätzlich können auch Polarlichter betrachtet werden.

## Infrastruktur und Versorgung
Kangaatsiaq verfügt für eine Stadt über verhältnismäßig wenige Straßen und Wege. Im Winter läuft der innerörtliche Verkehr über Hundeschlitten und Schneemobile. Über den Heliport Kangaatsiaq existiert von November bis April eine Flugverbindung nach Aasiaat. Von Mai bis Dezember kann der Ort über den Seeweg angelaufen werden, während den Rest des Jahres die Eisverhältnisse die Zugänglichkeit bestimmen. Der Hafen besteht aus einem zwölf Meter langen Kai an einem drei Meter tiefen Hafenbecken.
Nukissiorfiit ist für die Strom-, Wasser- und Wärmeversorgung zuständig. Strom wird durch ein Dieselkraftwerk bereitgestellt. Frischwasser wird aus zwei nahegelegenen Seen abgeleitet. Abfälle werden deponiert und verbrannt. Der größte Teil der Gebäude in Kangaatsiaq ist nicht an ein Abwassersystem angeschlossen. TELE Greenland ermöglicht die telekommunikative Verbindung von Kangaatsiaq aus.

## Bebauung
Kangaatsiaqs Bewohner werden mit einer Pilersuisoq-Filiale mit Gütern versorgt. In der Stadt gibt es ein Café, mehrere Übernachtungsmöglichkeiten für Touristen, ein Versammlungsgebäude, einen Fußballplatz und eine Krankenstation mit Zahnarztpraxis und Pflegeheim. An den Kindergarten ist auch ein Freizeitklub angeschlossen. Die Schule beherbergt eine Bibliothek und einen weiteren Freizeitklub. Kangaatsiaq ist zudem Standort einer Berufsschule.
Mehrere Gebäude in Kangaatsiaq sind geschützt.

## Sport
Aus Kangaatsiaq stammen mehrere Fußballvereine. Der 1953 gegründete Verein Ippernaq-53 Kangaatsiaq hat bisher elfmal an der Grönländischen Fußballmeisterschaft teilgenommen, ohne sich für die Schlussrunde qualifizieren zu können. 1984 wurde KB-84 Kangaatsiaq gegründet, der 2009 an der Schlussrunde teilnahm. Der 2016 gegründete FC Aqisseq Kangaatsiaq konnte sich 2020 für die Schlussrunde der Meisterschaft qualifizieren.

## Söhne und Töchter
- Johan Bidstrup (1867–1920), Handelsverwalter und Landesrat
- Peter Lundblad (1887–1930), Landesrat
- Lars Lundblad (1900–?), Landesrat

## Bevölkerungsentwicklung
Die Bevölkerungszahl von Kangaatsiaq stieg bis Mitte der 1990er Jahre stark an, sinkt jedoch seit Mitte der 2000er Jahre wieder.